# T-34 (film)
T-34 este un film de război de acțiune rusesc din 2019, scris și regizat de Aleksei Sidorov. Titlul este o referință la T-34, un tanc mediu sovietic din perioada celui de-Al Doilea Război Mondial, folosit în timpul apărării Uniunii Sovietice.
Rolurile principale au fost interpretate de actorii Aleksandr Andreevici Petrov ca slt. Nikolai Ivușkin, Vinzenz Kiefer ca SS-Standartenführer Klaus Jäger, Viktor Dobronravov ca sgt. tanchist Stepan Vasilionok și Irina Starșenbaum ca translatoarea Ania Iarțeva.
Sublocotenentul Nikolai Ivușkin este comandantul unui T-34. Acesta intră într-o luptă inegală contra tanchistului expert german Klaus Jager într-o bătălie de lângă Moscova.